# Ekenäs, Strömstads kommun
Ekenäs är en bebyggelse på nordöstra delen av Sydkoster i Tjärnö socken i Strömstads kommun. Mellan 2015 och 2020 avgränsade SCB här en småort.